# Шторк, Фредерик
Фредерик Шторк (рум. Frederic Storck, 10 января 1872, Бухарест — 26 декабря 1942) — румынский скульптор немецкого происхождения.

## Жизнь и творчество
Ф. Шторк был сыном уроженца Ханау (Гессен) скульптора Карла Шторка. Технику своего искусства изучал в бухарестской Школе изобразительного искусства (рум. Scoala de Arte Frumoase) под руководством Иона Георгеску. В 1893 году Ф. Шторк поступает в мюнхенскую Академию художеств. Позднее был профессором скульптуры в своей альма-матер.
Творчество Ф. Шторка выдержано в классическом стиле. Оставил ряд скульптурных портретов своих современников, а также исторических и культурных деятелей Румынии и Германии. Кроме этого, известен своими монументальными аллегорическими статуями, установленными на площадях румынской столицы (Adevarul) и Галаца (Industria и Agricultura, 1907).
Ф. Шторк был женат на известной румынской художнице Цецилии Куцеску-Шторк. В 1951 году дом, в котором они жили в Бухаресте, был превращён в музей их творчества. Здесь также выставлены работы отца и старшего брата Ф. Шторка, Кароля Шторка, тоже бывшего скульптором.

## Избранные произведения
- Евангелисты, 1903-05
- Гигант, 1906
- Индустрия
- Агрокультура
- Юстиция
- Портрет жены
- скульптурные портреты Иона Элиаде Рэдулеску, Александру Мачедонский, Анастасе Симу, Фридриха Шиллера, И. В. Гёте, Альфонсо Кастальди, Флорики Кондрус, Джордже Ионеску-Джиона и других.

## Галерея

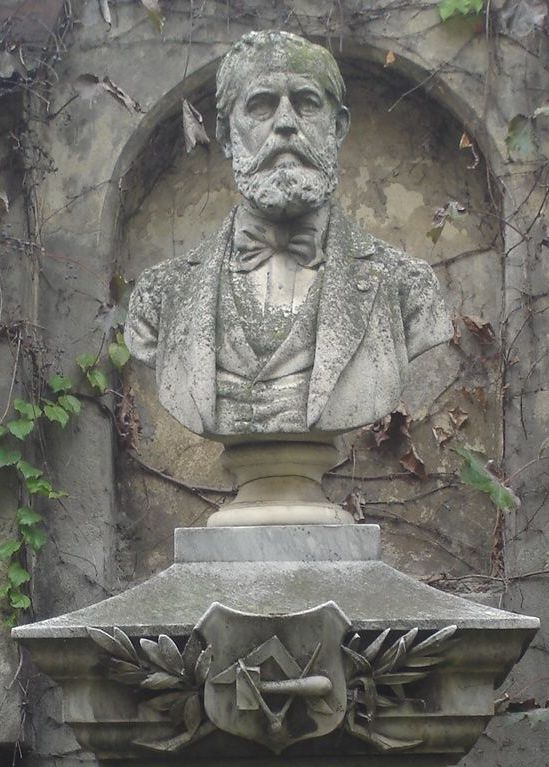
Бюст брата, скульптора Карла Шторка
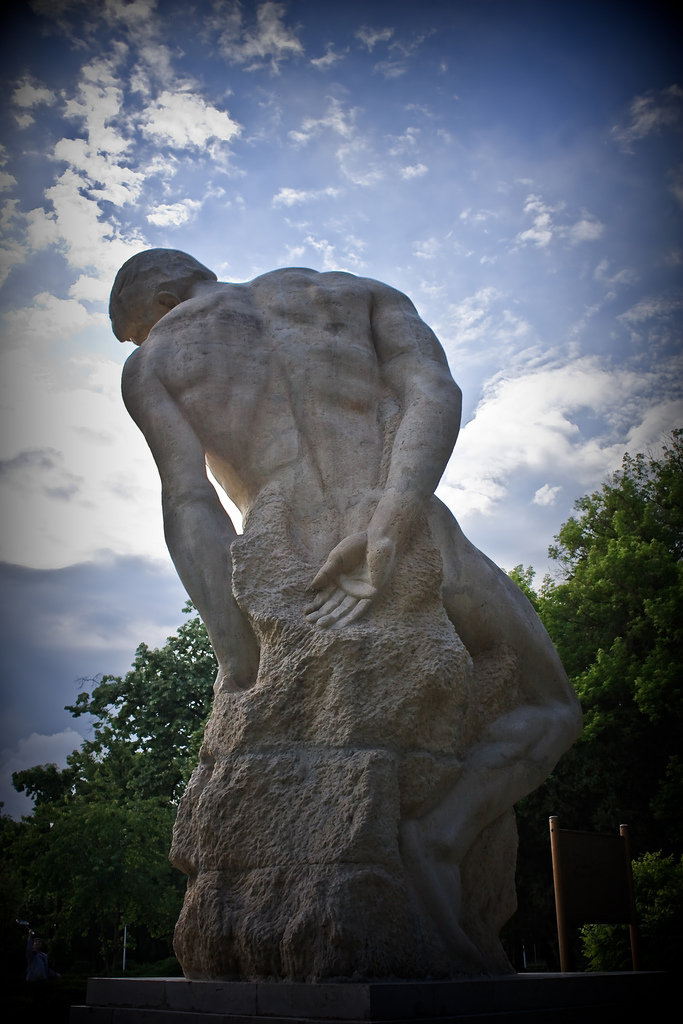
Гигант
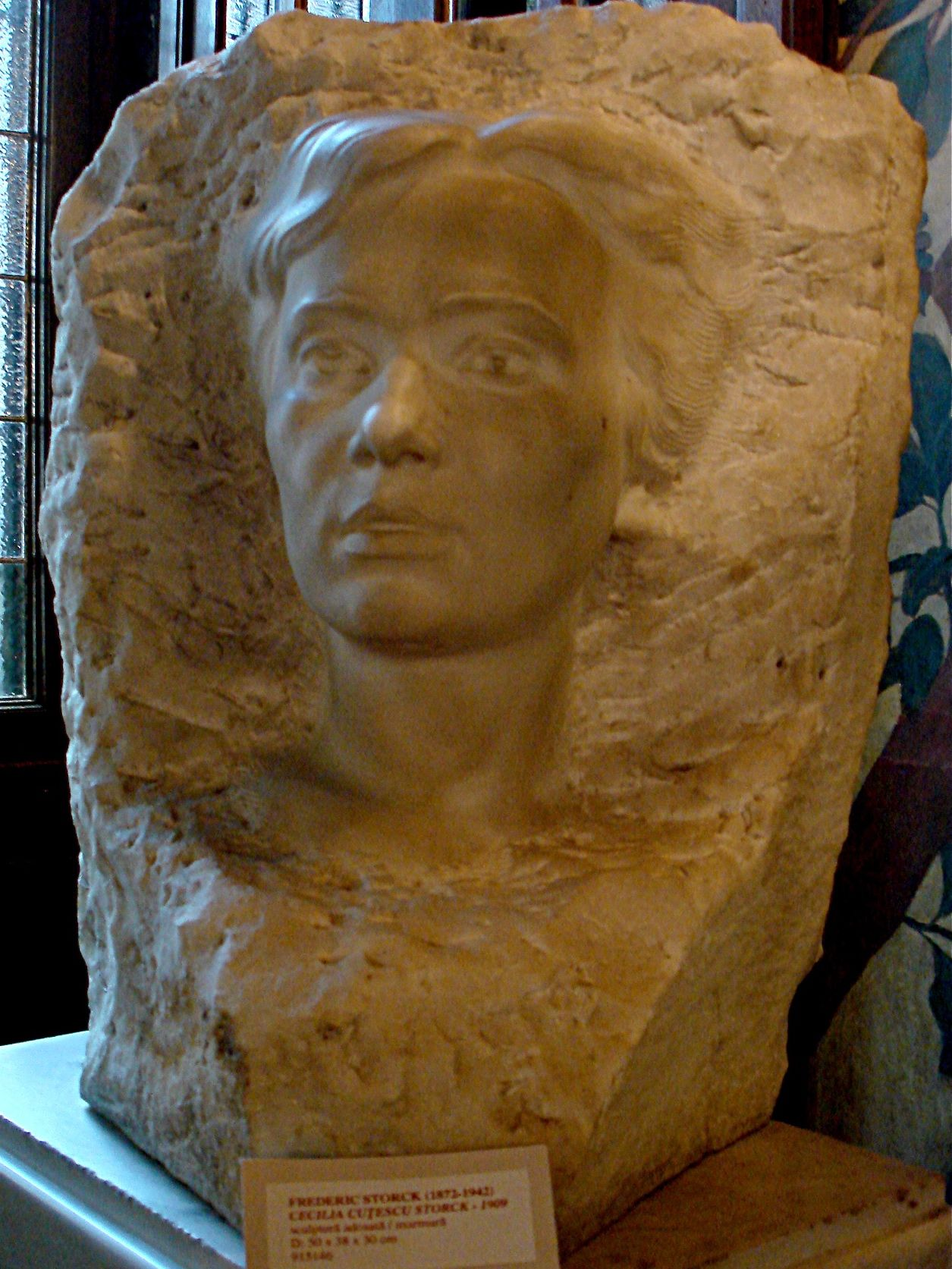
Скульптурный портрет жены,  Цецилии Куцеску-Шторк (1909)
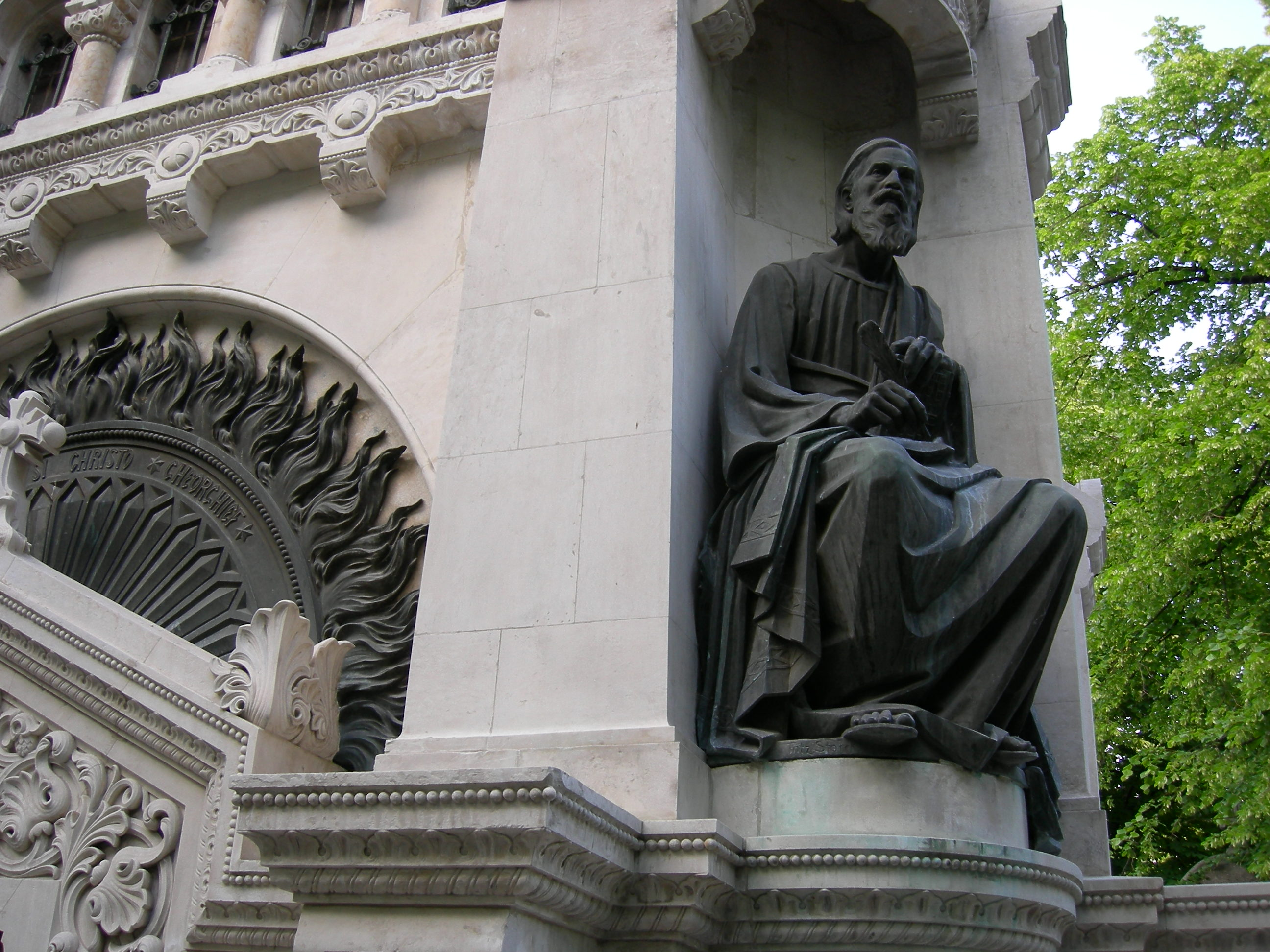
Погребальная скульптура. Кладбище Белу, Бухарест